# Garry Davis

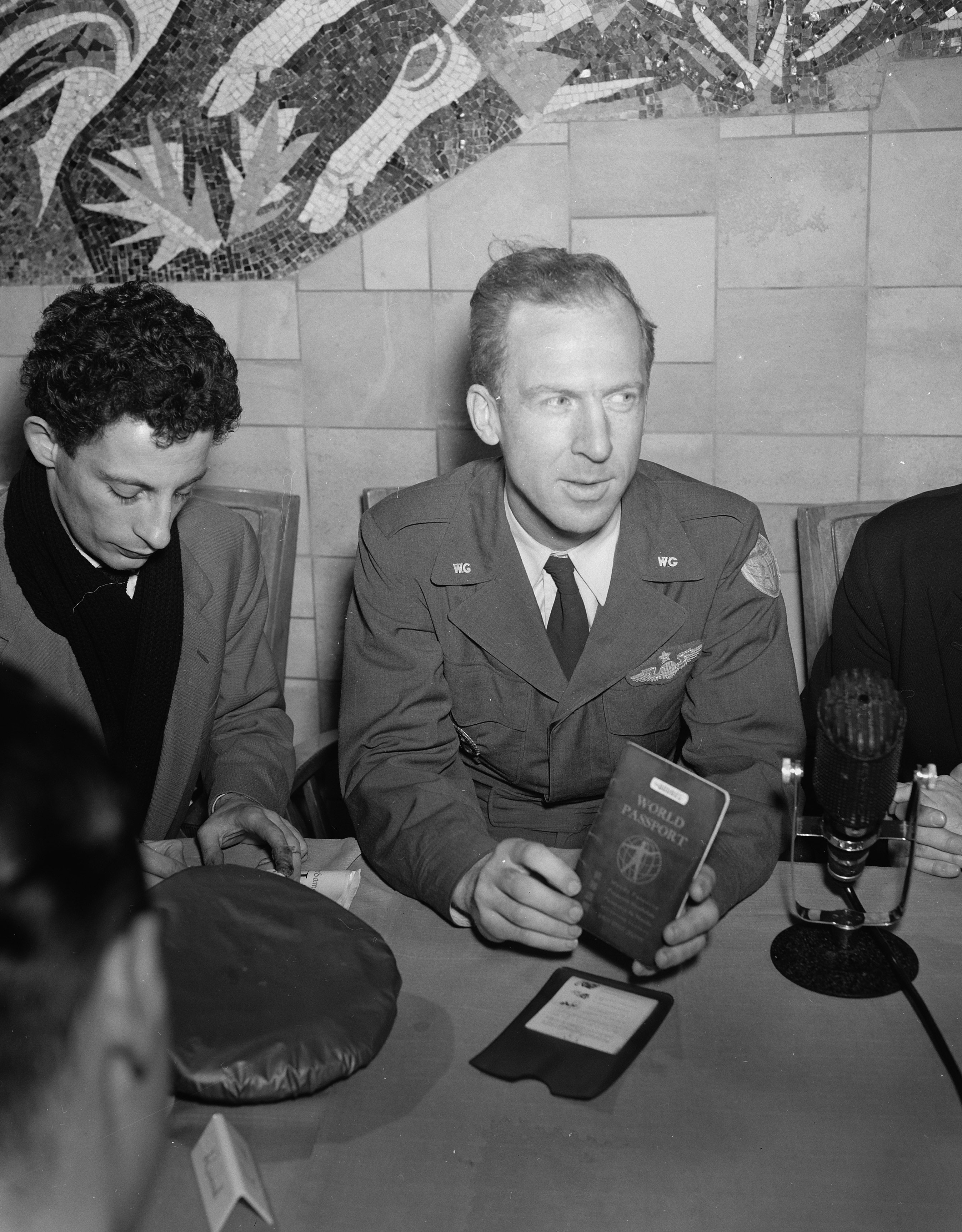
Garry Davis 1957 –
vor dem Abflug nach Amerika nach seiner Ausweisung aus den Niederlanden

Sol Gareth Davis (* 27. Juli 1921 in Bar Harbor, Maine; † 24. Juli 2013 in South Burlington, Vermont) war ein zunächst US-amerikanischer, dann staatenloser Kosmopolit, Friedensaktivist und Initiator der Weltbürgerbewegung. Zuvor war er als Film- und Theaterschauspieler bekannt geworden.

## Leben

### Studium, Beruf und Weltkrieg
Davis war Absolvent der Episcopal Academy des Jahres 1940 und besuchte das Carnegie Institute of Technology, heute Carnegie Mellon University in Pittsburgh. Später erwarb er einen Master of Arts in geo-dialectics der Ost-West-Universität Brahma Vidya, Bangalore, Indien. Vor Beginn seines politischen Wirkens betätigte sich Davis als Hollywood-Schauspieler und war während des Zweiten Weltkrieges als B-17 Bomberpilot im Einsatz.

### Politik
Am 25. Mai 1948 verzichtete Davis in Paris auf seine US-amerikanische Staatsbürgerschaft. Er begründete diesen Schritt aufgrund seiner von ihm selbst als negativ empfundenen Handlungen und dem Tod seines Bruders Meyer Jr. Garry während des Zweiten Weltkrieges, denn gäbe es keine Nationalstaaten mehr, würden auch keine Kriege mehr geführt.
Ende 1948 fand in Paris die jährliche UN-Vollversammlung statt. Auf dieser Konferenz stand die Erklärung universeller Menschenrechte zur Diskussion, die im Vorfeld von einem Gremium erarbeitet worden war. Die Verabschiedung drohte aufgrund von staatlichen Interessenskonflikten zu scheitern. Garry Davis begann auf dem Gelände der UN zu kampieren, sich der schützenden Beobachtung aufgrund der Bekanntheit seines Vaters durch die internationalen Medien sicher. Ohne regulär gültige Ausweisdokumente und infolgedessen von der Ausweisung durch Frankreich als staatenloser Ausländer bedroht, bat er öffentlich um Asyl bei den UN, dabei betonend, der erste Weltbürger zu sein, also „Weltbürger Nr. 1“. Nach seiner Verhaftung mit dem Ziel, ihn von dem Sitzungsgelände zu entfernen, und der Wiederfreilassung forderte er nach Erstürmung eines Zuschauerbalkons auf dem Gelände der UN-Generalversammlung in einer Rede eine Weltregierung für alle Bürger, damit diese in Frieden leben könnten; die  Rede wurde aufgrund seiner erneuten Verhaftung von Robert Sarrazac beendet.
Als Davis nach seiner Freilassung am 3. Dezember in der Salle Pleyel eine Rede hielt, kamen 3000 Menschen. Am 9. Dezember versammelten sich 12.000 bis zu 20.000 Menschen im Vélodrome d’Hiver. Vor dem Gebäude der UN-Vollversammlung fanden weitere Demonstrationen statt. Am 10. Dezember wurde die Allgemeine Erklärung der Menschenrechte verabschiedet. "Ohne Garry Davis und seinen Aktionismus wäre es wahrscheinlich anders gekommen. So kann man Garry Davis als einen Geburtshelfer der Menschenrechte bezeichnen."
Aufgrund der Resonanz seiner Verhaftung in den Medien gründete Davis im Januar 1949 die Registry of World Citizens, das Internationale Register der Weltbürger, in Paris und begann mit der Ausgabe von Personaldokumenten an europäische Kriegsflüchtlinge mit der Zielsetzung, einen Weltverband zu schaffen und durch diesen die größte gewaltlose Revolution in der Geschichte der Menschheit zu initiieren. Im Einklang hierzu besuchte Davis während einer Reise durch Frankreich verschiedene Städte, die er von seinen Ideen zu überzeugen versuchte. Erschöpft von dieser Aufgabe und belastet von der permanenten Medienpräsenz trat Davis im Juli 1949 aus dem Internationalen Register der Weltbürger aus und kehrte in die Vereinigten Staaten als französischer Einwanderer zurück.
Anfang der 1950er-Jahre versuchte Davis jeweils ohne unmittelbaren Erfolg, als Staatenloser mit dem Zug von Westdeutschland aus Berlin zu besuchen sowie in den Londoner Buckingham Palace zu gelangen, um die britischen Königin Elisabeth II. zu sprechen. An der Zonengrenze verwehrte im die Grenzpolizei die Weiterreise durch die DDR, in England erfolgten eine zwangsweise Untersuchung in einer psychiatrischen Klinik und die Ausweisung in die Vereinigten Staaten. Daraufhin gründete Davis am 2. September 1953 die „Weltregierung der Weltbürger“, „World Government of Citizens“, in Ellsworth, Maine und 1954 die „World Service Authority“ (WSA) als Verwaltungsbehörde für Weltpersonalausweise, Weltheiratsurkunden und Weltreisepässe.
In den folgenden Jahren widmete sich Davis der Aufgabe, Menschen und Regierungen in aller Welt davon zu überzeugen, dass nach seiner Auffassung Krieg nur mit der Schaffung einer einzigen Weltregierung zu verhindern sei. Er bereiste, diese Idee verbreitend, verschiedene Länder als Staatenloser, wobei er ausschließlich mit dem „Weltbürgerpass Nr. 1“ ausgestattet war. Gleichzeitig begann er zu schreiben und veröffentlichte über sein Anliegen mehrere Bücher.
1986 trat Davis bei den Bürgermeisterwahlen von Washington, D.C. an; dabei erhielt er als Kandidat der World Citizen Party 585 Stimmen. 1988 kündigte er während einer Vorlesung am Middlebury College seine Kandidatur für das Amt des Präsidenten der Vereinigten Staaten an.
Wenige Wochen vor seinem Tod 2013 trat Davis letztmals in Erscheinung, als er den russischen Behörden einen für Edward Snowden bestimmten Weltpass zukommen ließ.

### Familie
Davis heiratete im Jahr 1950 Audrey Peters. Aus der bald geschiedenen Ehe ging eine Tochter hervor. Gerüchten zufolge heiratete Davis kurz darauf im Jahr 1954 Gloria Sandler in einer selbst initiierten Zeremonie. Nach Scheidung der zweiten Ehe war Davis in dritter Ehe mit Esther Peter verheiratet. Auch diese Ehe wurde 1963 geschieden. Aus ihr gingen drei Kinder hervor.

## Werke
- My country is the world: The Adventures of a World Citizen. Createspace, 2010, ISBN 978-1-4392-7204-6.
- Passport to Freedom, A Guide for World Citizens. Createspace, 1992, ISBN 978-0-929765-07-5.
- Dear World, a Global Odyssey: A Global Odyssey. Createspace, 2000, ISBN 978-0-7388-2624-0.
- A World Citizen in the Holy Land. Createspace, 2010, ISBN 978-0-9706483-4-1.
- World Government, Ready or Not! World Government House, South Burlington, 1984, ISBN 978-0-9706483-7-2.
- Letters To World Citizens. World Government House, South Burlington, 2004, ISBN 978-0-931545-00-9.
- Cher Monde, Une Odyssée a travers la planete. World Government House, South Burlington, 2006, ISBN 978-0-9706483-9-6.